# Михаило-Архангельский монастырь (Канонес)
Михаило-Архангельский монастырь (англ. Monastery of the Holy Archangel Michael) — мужской монастырь в юрисдикции Епархии Юга Православной церкви в Америке, расположенный неподалёку от города Каньонес, штат Нью-Мексико.

## История
Монастырь был основан в 1993 году как скит Вознесенского монастыря в Ресаке, штат Джорджия, принадлежащего к Русской православной церкви заграницей. На заброшенном ранчо у подножия гор был построен храм. Впоследствии скит перешёл под прямое управления архиепископа Далласского и Юга Димитрия (Ройстера), сохранив название Михайловского, а затем получил статус монастыря по благословению митрополита всей Америки и Канады Ионы (Паффхаузена). Он принадлежит к южно-центральному благочинию епархии Юга.
Монастырь использует юлианский календарь и английский язык богослужений. В нём постоянно проживает шестеро насельников, построен также дом для паломников. Монастырь изготавливает собственные свечи из пчелиного воска, а также публикует новостной ежеквартальный листок «Doxa».